# Подгалье (Гомельская область)
Подгалье (бел. Падга́лле) — агрогородок в Засинцевском сельсовете Ельского района Гомельской области Беларуси.
На юге и западе граничит с лесом.

## География

### Расположение

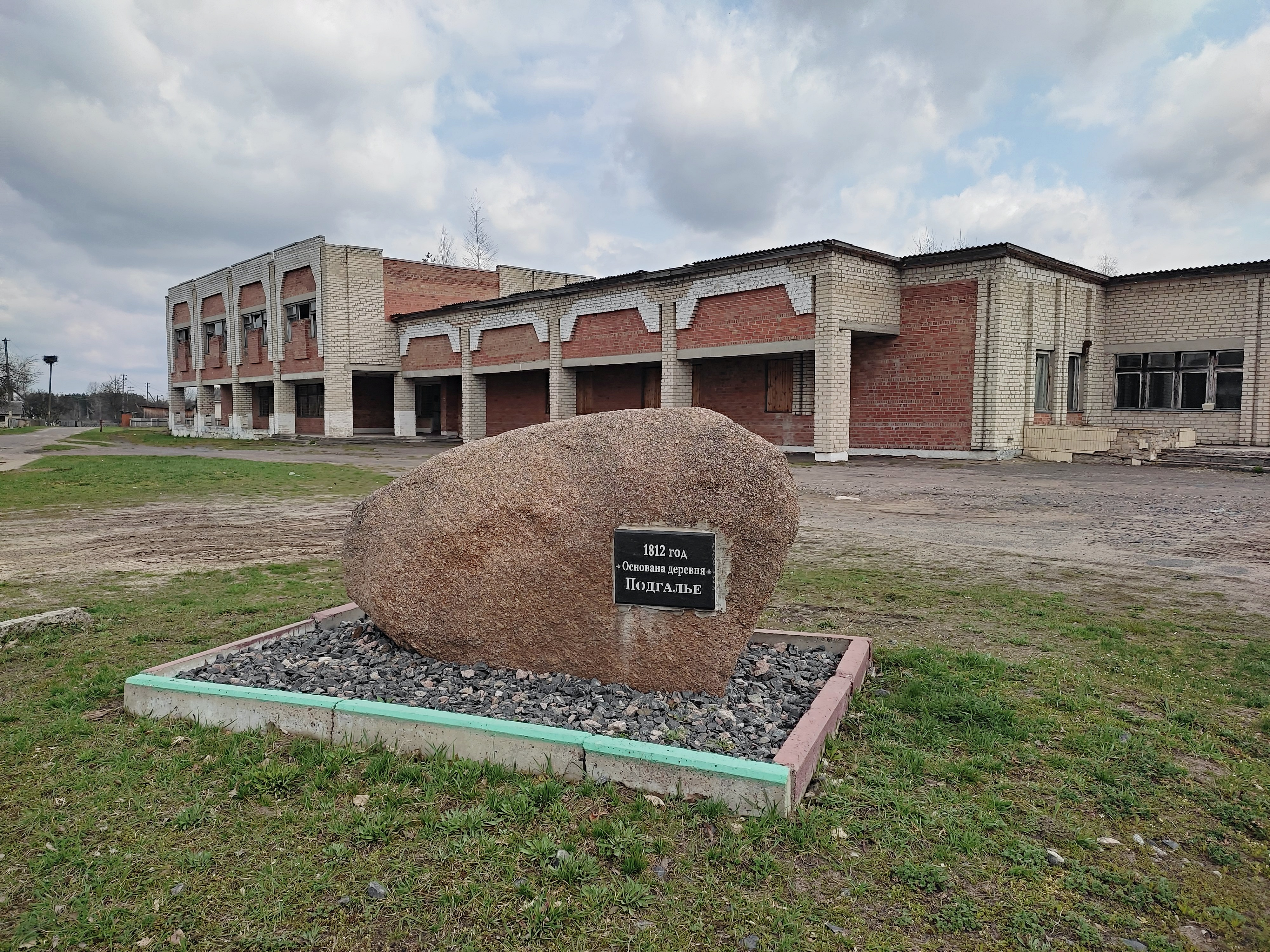

В 52 км на юго-запад от Ельска, в 30 км от железнодорожной станции Словечно (на линии Калинковичи — Овруч), 229 км от Гомеля, 1,5 км от государственной границы с Украиной.

## Гидрография
Река Жалонь (Мухоедовский канал).

## Транспортная сеть
Транспортные связи по просёлочной, затем автомобильной дороге Засинцы — Ельск. Планировка состоит из 2 пересекающих друг друга улиц (меридиональной и широтной). Застройка неплотная, деревянная, усадебного типа.

## История
По письменным источникам Подгалье известно с XIX века как хутор в Скороднянской волости Мозырского уезда Минской губернии. В 1879 году упоминается в числе селений Скороднянского церковного прихода. В 1924 году построена школа. В 1930 году организован колхоз, работал ветряная мельница (с 1910 года). 
Во время Великой Отечественной войны 5 июля 1943 года оккупанты сожгли деревню и убили 11 жителей (похоронены на деревенских кладбищах). 83 жителя погибли на фронтах и в партизанской борьбе, в память о них в центре деревни в 1975 году установлена скульптурная композиция и стела. 
В 1959 году центр колхоза «1 Мая». Действуют начальная школа, Дом культуры, библиотека, фельдшерско-акушерский пункт, отделение связи, швейная мастерская, магазин.

## Население
- 1897 год — 14 дворов, 139 жителей (согласно переписи).
- 1909 год — 18 дворов, 190 жителей.
- 1917 год — 285 жителей.
- 1924 год — 47 дворов, 411 жителей.
- 1940 год — 70 дворов, 220 жителей.
- 1959 год — 272 жителя (согласно переписи).
- 2004 год — 110 хозяйств, 288 жителей.

## Достопримечательность
- Памятный знак основанию Подгалье "1812. Основана деревня Подгалье"
- Памятник землякам, погибшим в годы Великой Отечественной войны

## Известные лица
- В. К. Лось — генерал-майор медицинской службы.